# فرد وليامز (لاعب كرة قدم أسترالية)
فرد وليامز (بالإنجليزية: Fred Williams)‏ هو لاعب كرة قدم أسترالية أسترالي، ولد في 28 أغسطس 1919، وتوفي في 3 أبريل 2007.

## وصلات خارجية
- فرد وليامز على موقع AustralianFootball.com (الإنجليزية)